# Borisz tveri nagyfejedelem

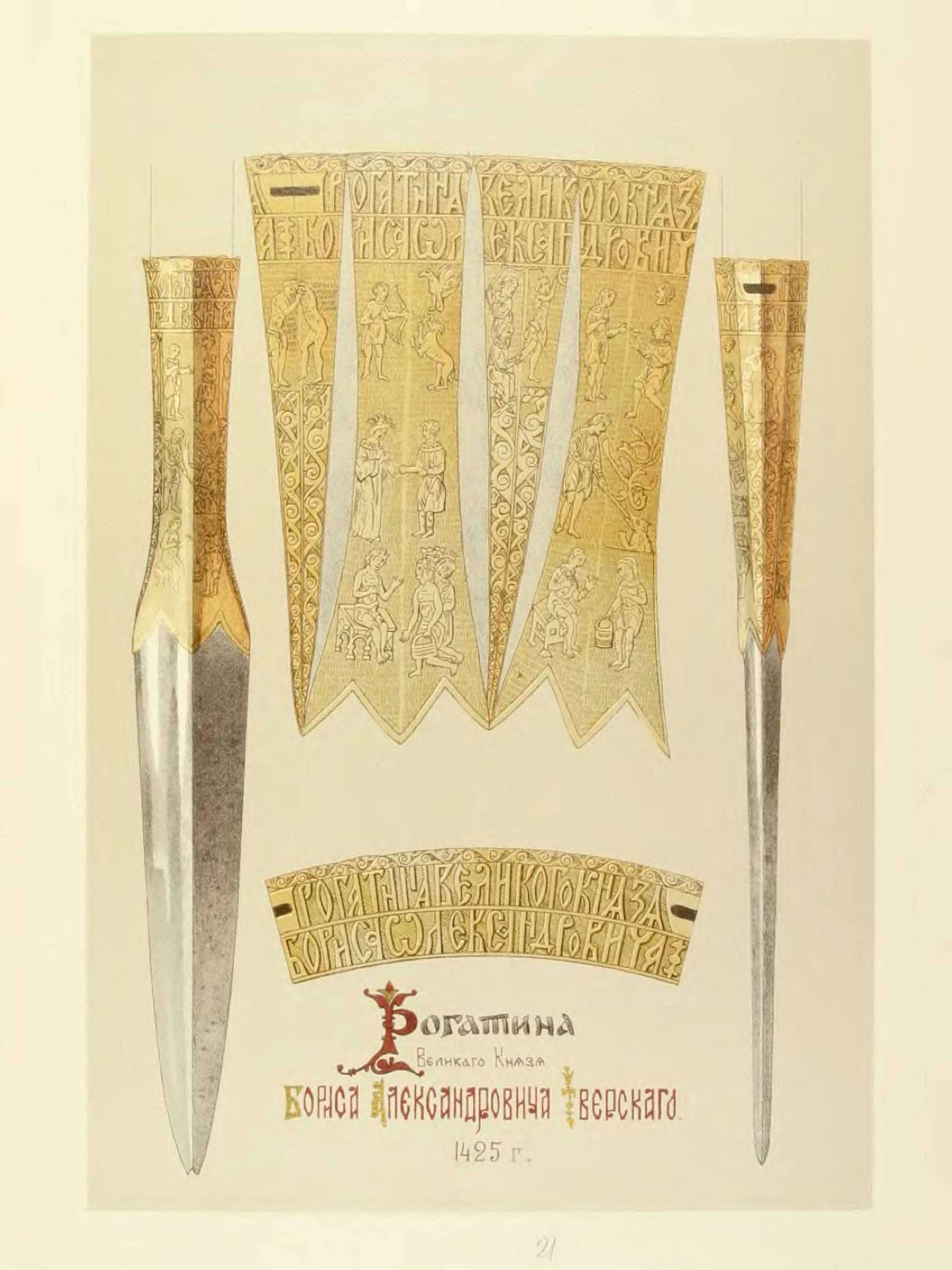
Borisz Alekszandrovics vadászlándzsája.

Borisz Alekszandrovics (oroszul Борис Александрович), (1399 k. – 1461. február 10.) Tver nagyfejedelme 1425-től haláláig.

## Öröksége
Borisz a tveri hercegi családból származott, apja Alekszandr Ivanovics rövid ideig nagyfejedelem volt. Sem az ő, sem két fivérének pontos születési dátuma nem ismert, de apjuk halála után Jurij bátyja, majd őutána Borisz örökölte a nagyfejedelmi címet, így feltehetően második fiú volt.
Az 1425-ös pestisjárvány először Jurij nagyapját, majd apját és bátyját vitte el, így ezen év novemberében ő örökölte a Tveri nagyfejedelemséget.
A tveri külpolitika legfőbb jellemzője ekkoriban a két nagy szomszéd, Litvánia és a Moszkvai Nagyfejedelemség közti lavírozás volt. Borisz trónra lépésével egy időben Moszkvában a kiskorú II. Vaszilij jutott hatalomra, akinek Vytautas litván nagyfejedelem (anyai nagyapja) lett a gyámja; a mérleg így Litvánia javára billent. 1427-ben Borisz a rjazanyi és pronszki hercegekkel együtt a litvánokkal lépett szövetségre. 

## A külpolitikai helyzet
1430-ban Vytautas meghalt és mind Litvániában, mind Moszkvában belharc kezdődött a hatalomért. Az új litván fejedelemnek elsősorban a lengyel unióval támadtak konfliktusai, míg Tver keleti szomszédjánál Vaszilij nagybátyja, Jurij próbálta megszerezni a trónt. A moszkvai polgárháború több szakaszban két évtizedig húzódott, egészen 1453-ig, amíg Vaszilijnek sikerült legyőzni vetélytársait vagy azok meghaltak. Borisz kivonta magát ezekből a harcokból és belső ügyeikkel elfoglalt szomszédai sem voltak képesek fenyegetni Tver függetlenségét. 

## Szövetsége Moszkvával
1454-re eldőlt, hogy Borisz inkább az erősebb Moszkva felé orientálódik. Marija lányát Vaszilij legidősebb fiához (a későbbi III. Ivánhoz) adta feleségül és szövetséget kötöttek, melyben kötelezettséget vállalt, hogy ő és gyermekei "teljesen egyek lesznek Moszkvával".
Borisz Alekszandrovics 1461. február 10-én, halt meg, utóda nyolcéves fia, Mihail lett.

## Családja
Borisz Alekszandrovics kétszer nősült. Első felesége Anasztázia Andrejevna (†1451) mozsajszki hercegnő volt, akitől egy fia, Alekszandr született, ám ő gyermekkorában meghalt.
Másodszor Anasztázia Sujszkaját vette feleségül. Gyermekeik:
- Marija (1442-1467) III. Iván moszkvai nagyfejedelem felesége
- Mihail (1453-1505) Tver nagyfejedelme

## Fordítás
- Ez a szócikk részben vagy egészben  a(z)   Борис Александрович című orosz Wikipédia-szócikk ezen változatának fordításán alapul.  Az eredeti cikk szerkesztőit annak laptörténete sorolja fel. Ez a jelzés csupán a megfogalmazás eredetét és a szerzői jogokat jelzi, nem szolgál a cikkben szereplő információk forrásmegjelöléseként.